# Embalse de Belesar
El embalse de Belesar es un pantano artificial creado en 1963 en el río Miño, con una superficie de 4000 km² y una aportación media anual de 3154 hm³. Está situado entre los municipios de Taboada, Chantada, Saviñao, Paradela, Páramo, Guntín y Puertomarín, en la provincia de Lugo, comunidad autónoma de Galicia, España.
La presa fue construida entre los años 1957 y 1963 del franquismo desarrolista para la protección contra inundaciones y generación de energía eléctrica, convirtiéndose en la presa más grande de Galicia, tanto para la época como en la actualidad.
La presa es de tipología bóveda (con dos estribos de gravedad) y presenta una capacidad de 640 millones de m³ , presentando una altura desde coronación de alrededor de 330 metros. Su diseño fue obra del ingeniero Luciano Yordi de Carricarte, si bien el edificio de control de la central eléctrica es obra del arquitecto militar Juan Castañón de Mena. El embalse se creó para abastecer a una central hidroeléctrica, conocida como Belesar I. La central hidroeléctrica de Belesar I tiene una potencia instalada de 227 MW, aunque posteriormente se construyó la central Belesar II, inaugurada en 2013, con capacidad de 20,8 MW. Actualmente se encuentra en estado de planificación la creación de la central hidroeléctrica de Belesar III.
La construcción del embalse supuso además de anegar casi 5000 hectáreas de terreno fértil, y la desaparición bajo las aguas de poblados como el de Puertomarín, que se reedificó cerca de su antigua ubicación, y numerosas infraestructuras de la zona.
La presa actualmente es propiedad de la empresa energética Naturgy, quien también se encarga de su explotación.
Esta obra ha supuesto un hito, tanto para la ingeniería a nivel nacional, como un enorme impacto a la economía y vida de la zona, con las consecuencias que esto supone.

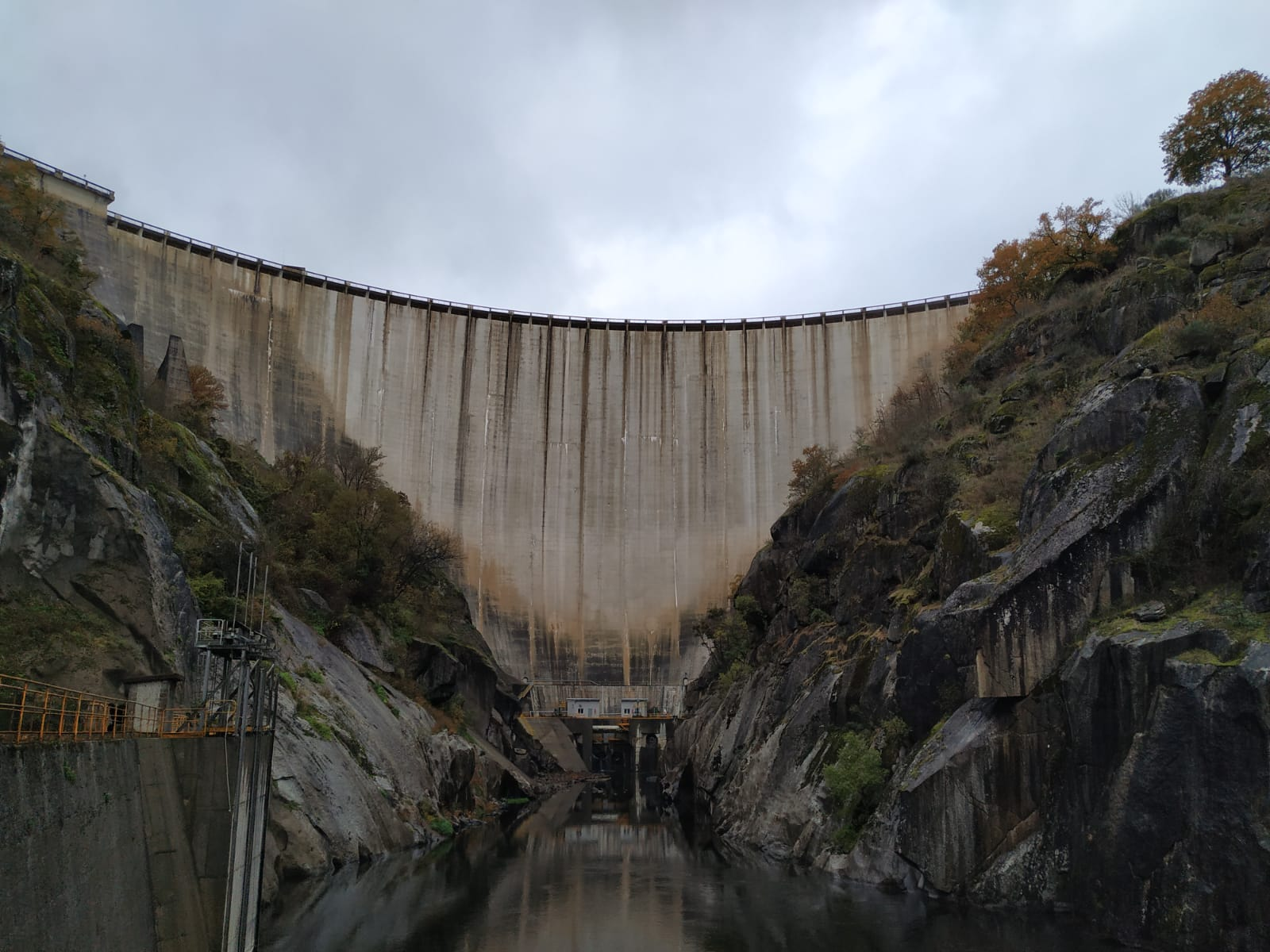
Vista inferior de la presa

## Antecedentes e historia
A mediados del siglo XX, España se encontraba en un momento en donde estaba en auge la generación de energía mediante otro tipo de fuentes, distintas a las tradicionales. Por este motivo, en 1943, Pedro Barrié de la Maza, presidente del Banco Pastor y futuro conde de Fenosa (actual Naturgy) en 1955, fundó la entidad de FENOSA (Fuerzas Eléctricas del Noroeste Sociedad Anónima); quien anunció el proyecto de construcción de la mayor presa de España.
Las primeras reuniones para marcar las directrices del proyecto fueron en el ayuntamiento de La Coruña en 1962, en donde el Ingeniero Luciano Yordi de Carricarte, junto al arquitecto Juan Castañón de Mena, establecían las primeras indicaciones.
Luciano Yordi de Carricarte ya contaba con experiencia en la construcción de obras de ingeniería relevantes (embalses del Eume, Velle; etc.), además de contar con la Medalla de Oro al Mérito concedida por el Ayuntamiento de La Coruña en 1962, por lo que era un candidato óptimo para diseñar la presa. Por otro lado, el arquitecto Juan Castañón de Mena, se encargaría del edificio de control de la central hidroeléctrica. Además, el ingeniero contó con el apoyo de expertos mundiales de ámbitos como la  geología y geotecnia, como los profesores Talobre, Balet o Fernández Bollo. Las obras comenzaron un 19 de agosto de 1957 y finalizaron en noviembre de 1962: un total de 62 meses. A esta construcción se le incorporó en 2013 la central hidroeléctrica Belesar II y la planificación de Belesar III.
Actualmente, el embalse de Belesar es el más grande de la comunidad autónoma y además cuenta con una de las centrales hidroeléctricas de mayor relevancia.

## Construcción del embalse
Las obras comenzaron el 19 de agosto de 1957 con los accesos, instalaciones previas y desvío del río. En septiembre de 1958 se construyeron los elementos básicos del Salto de Belesar, se inició el hormigonado en diciembre de 1959, acabándose en noviembre de 1962. En estos meses se realizaron otras operaciones como excavaciones a cielo abierto, tomas subterráneas para tomas, la construcción de la central Belesar I o los túneles de acceso, entre otras. A la propia construcción del embalse hay que sumar los 12 kilómetros de carreteras construidos para los accesos a la obra y todas las instalaciones auxiliares: Alojamiento para el personal de la obra, oficinas, almacenes; etc.

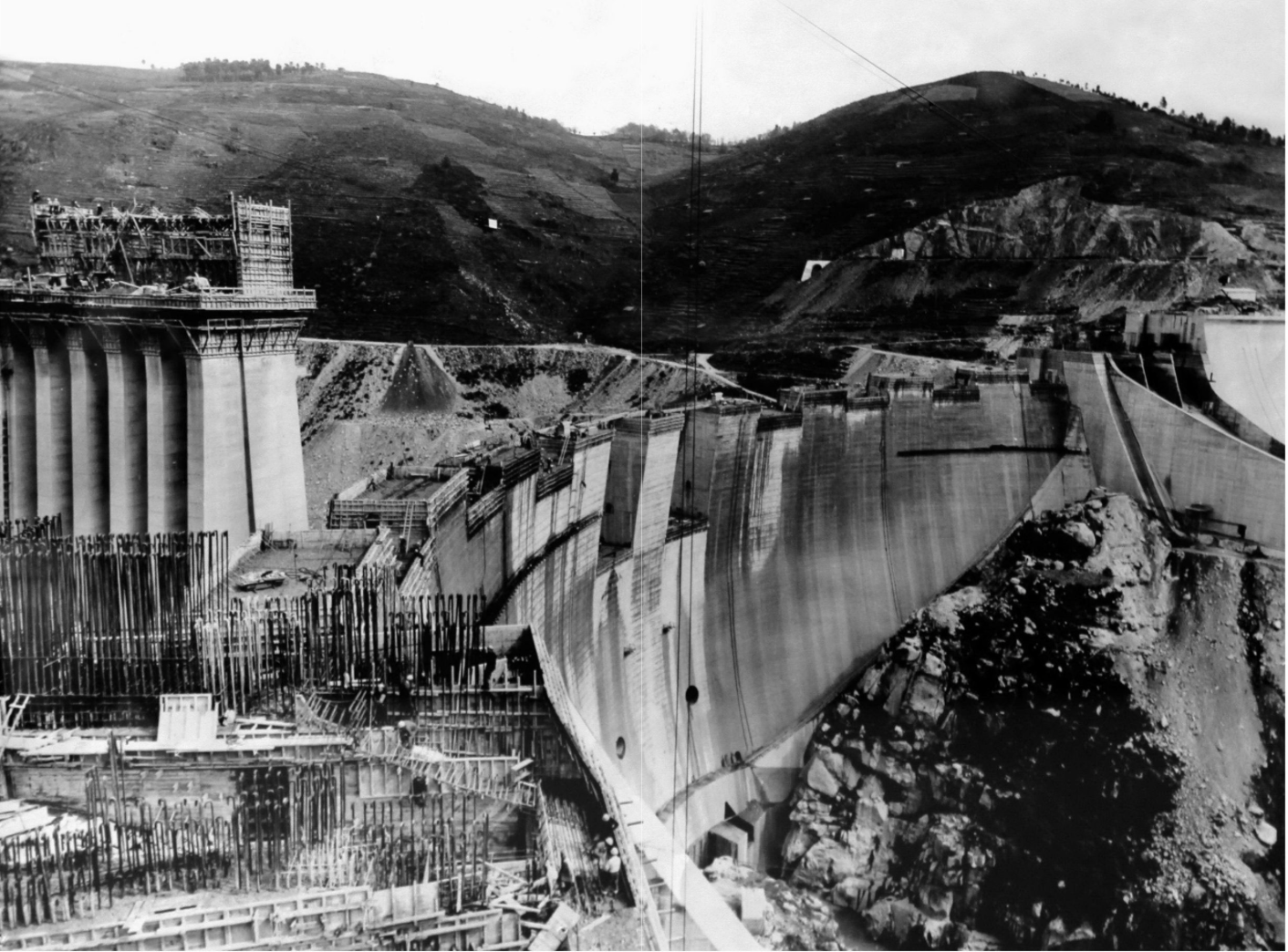
Encofrado de Belesar del lado de Seviñao

La construcción de la presa provocó que los Municipios de Puertomarín, San Vicente de Mourello, Porto, Pincelo, Ferreira, Leijón, Ribas de Miño, San Juan de Loyo, Santa Marta, Riobó y Barco quedaran bajo el agua, aunque solo el Puertomarín medieval, declarado conjunto histórico-artístico y de gran importancia por el paso de peregrinos del Camino de Santiago, cambiaría su emplazamiento a medio kilómetro de su localización original, en el Monte do Cristo. Además de reconstruir el nuevo poblado, se trasladaron algunos lugares emblemáticos como la iglesia románica de San Juan o «la Casa del General». Para el albergue de los obreros se disponía de 9 barracones dispuestos en viviendas de dos plantas. Contaban con literas para peones y habitaciones para oficiales y enfermería; además de servicio de comedor, cocina y duchas. Los ingenieros, oficiales y personal extranjero se alojaban en residencias. Además de estas residencias a pie de obra, cerca de Chantada se levantaron 60 casas de viviendas cada una, en donde vivirían los futuros trabajadores de Fenosa.
A pesar de que en la presa de Belesar no trabajaron presos políticos, más de 3600 personas trabajaron directamente 24 horas y otras 2000 en turnos de 12 horas, por lo que las condiciones de trabajo eran muy duras, a lo que hay que sumar las muertes asociadas a esta construcción.
Finalmente, el precio estimado de construcción fue de 1 126 657 795,69 pesetas (761,229 euros).

## Detalles estructurales y constructivos

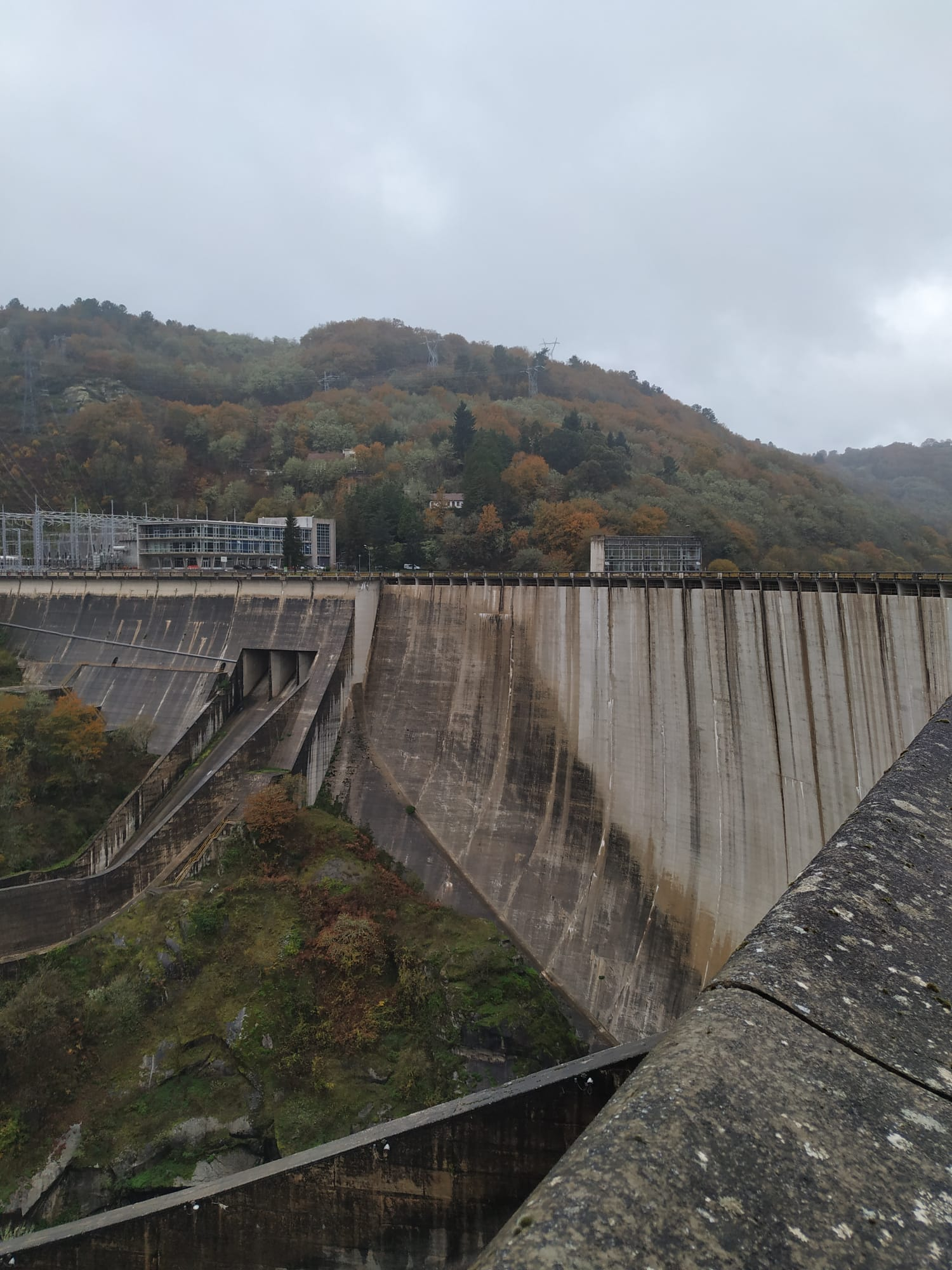
Panorámica en donde se aprecian los aliviaderos

La presa de Belesar está construida mediante una tipología de bóveda, que permite transferir el empuje del agua a unos estribos laterales de hormigón, de forma que estos últimos transmitan los esfuerzos al terreno. Con este sistema de estribos, junto con los aliviaderos, permiten cerrar el valle, en simetría con la presa, aunque con ancho más reducido que el canal primitivo del río.
Como principales características, destacan por presentar una altura desde los cimientos de 129 metros, con una cota de cimentación de 203 metros. La cota de coronación se sitúa en los 332 metros y la longitud del muro es de 500 metros, con un ancho en la suela de 29 metros. La cota del cauce estimada es de 205 metros. Por último, el volumen del cuerpo de presa es de 735 000 m³.
La presa se construyó con hormigón en masa de 250 kg por m³, dividiéndose en bloques mediante juntas radiales espaciadas cada 15 metros.
Además, la presa cuenta con cuatro desagües de fondo, con capacidad de 160 m³/s, además de dos aliviaderos en «salto de sky», de forma que tengan una capacidad de 1800-2000 m³/s, gracias a la acción de su sistema de compuertas. Los alivios de las inundaciones se encuentran a ambos lados de la presa en el área de los sotablos.

## Embalse de Belesar

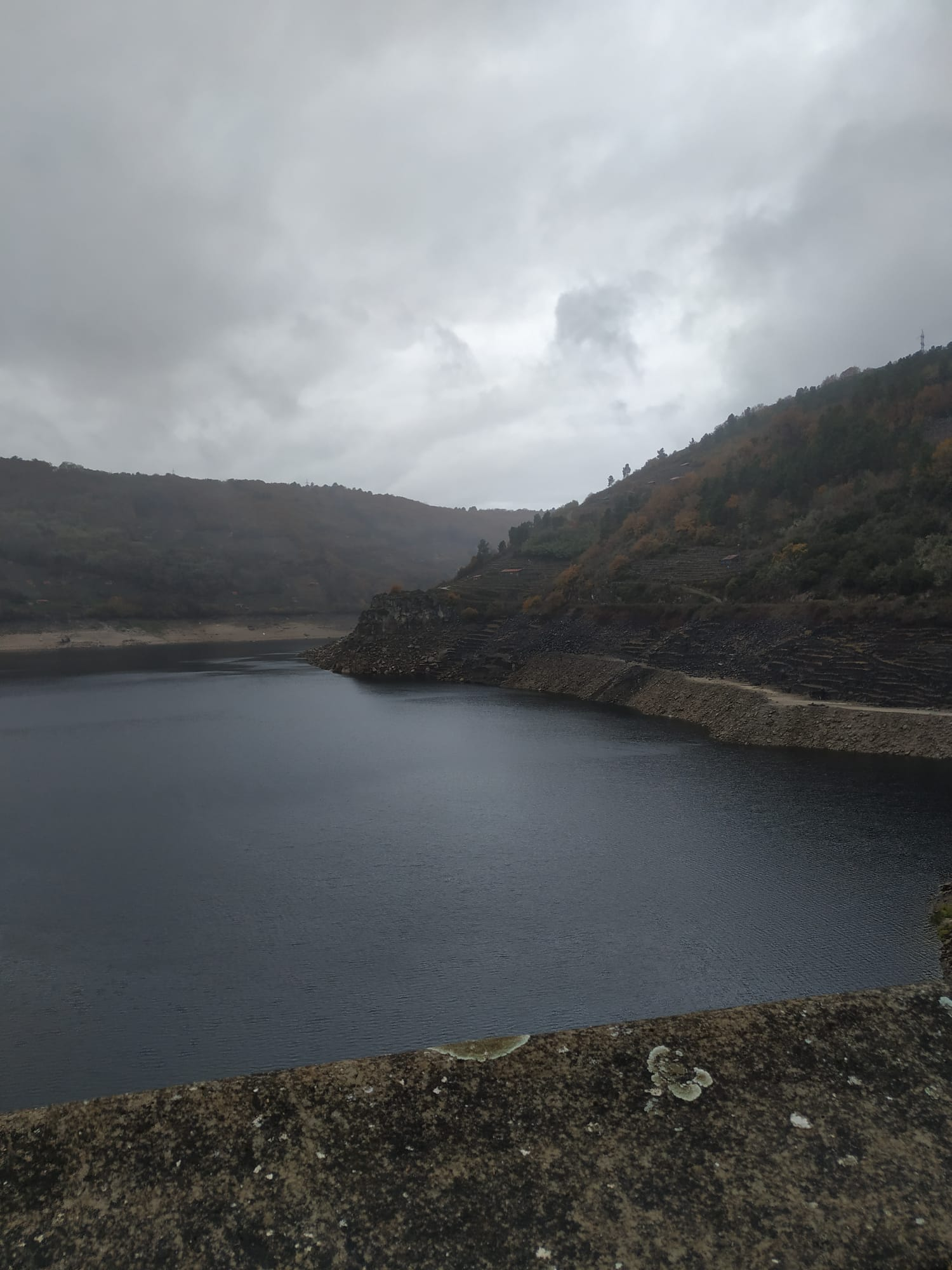
Vista de parte del embalse

La ejecución de una presa de tales dimensiones hace que se forme una presa de categoría de riesgo A. El volumen de agua embalsado es de 640 millones de metros cúbicos, de los cuales se pueden utilizar 606 millones de metros cúbicos, mientras que el nivel máximo del agua es de 127 metros, con el fin de no sobrepasar el nivel de avenida extrema (NAE).
El caudal medio del río es de 100 m³/s, aunque en regímenes extremos ha llegado a los 4000 m³/s.

## Producción hidroeléctrica

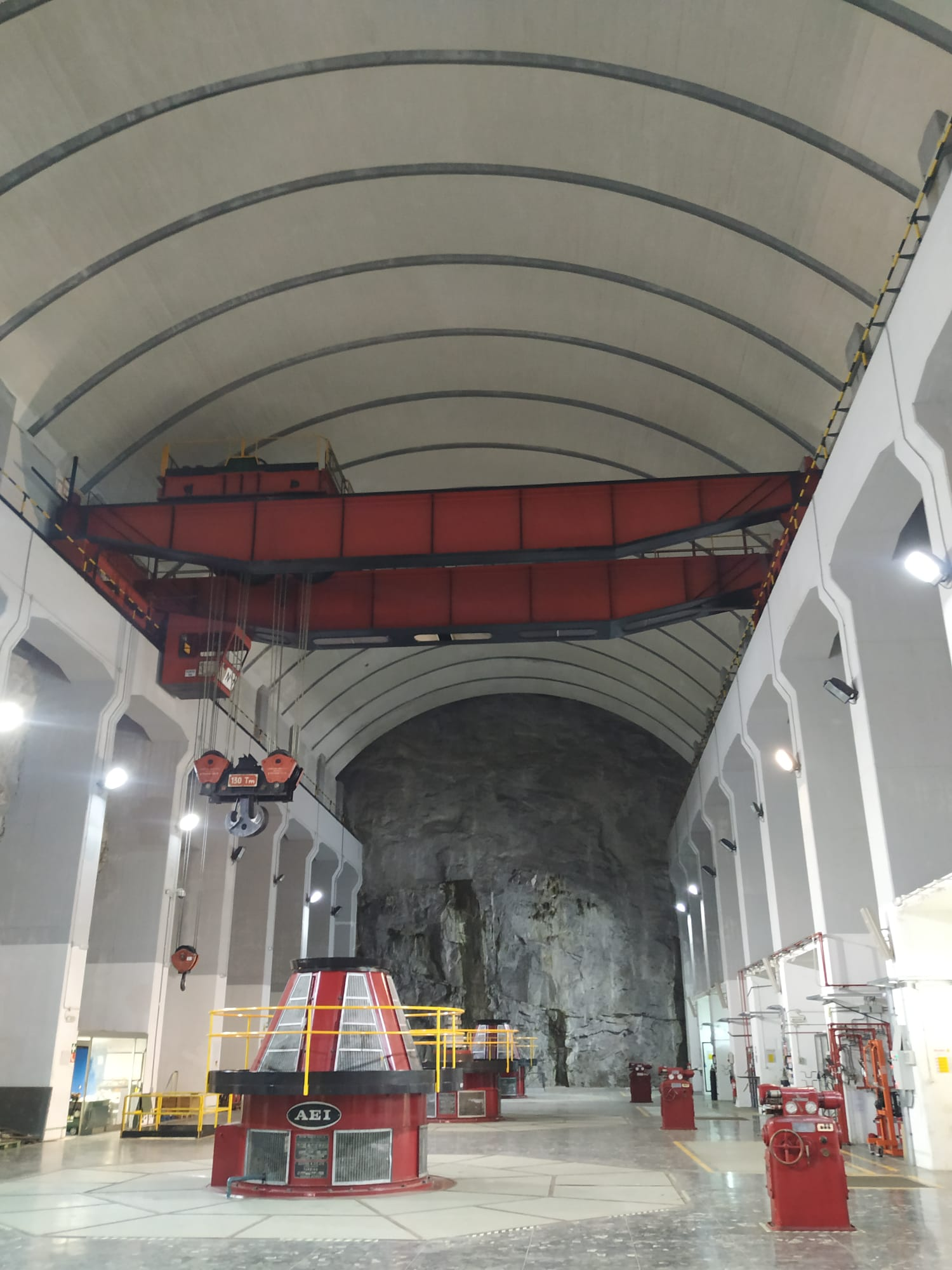
Sala de la central hidroeléctrica Belesar I

### Belesar I
El proyecto inicial del Embalse de Belesar contaba con una central hidroeléctrica, conocida como Belesar I. Su funcionamiento se basa en la conducción del agua a presión mediante tres tuberías de alimentación subterránea, situadas a 66,5 metros de la cima, continuando dentro mediante galerías excavadas en roca, con 75 cm de grosor entre la tubería y las paredes del túnel. La potencia instalada de la central es de 227 MW, con una producción media anual de 732 GWh. La central cuenta con tres turbinas Francis. Una particularidad de esta central es que vierte el agua al cauce del río 2 km aguas abajo de la presa. Por este motivo, en 2013 se puso en funcionamiento la Central Hidroeléctrica de Belesar II, que vierte el agua a pie de presa, y que permite así conservar el caudal ecológico en este tramo de 2 km, aun cuando no se está desembalsando agua por los aliviaderos de la presa.

### Belesar II
Con el fin de solucionar la problemática del caudal ecológico de la central Belesar I y obtener mayor producción energética, se construyó entre 2010 y 2013 la central hidroeléctrica de Belesar II, inaugurada en octubre de 2013. Está situada en el margen derecho del río Miño, de forma que no produzca apenas impacto visual, al situarse prácticamente bajo tierra. Tiene una capacidad instalada de 20,8 MW, con una producción de 138 GWh. El proyecto de su construcción tuvo un importe en torno a los 27 millones de euros.

### Belesar III
Actualmente está en planificación el diseño y ejecución de una tercera central hidroeléctrica, conocida como Belesar III. Se estima que tenga un caudal de equipamiento de turbinación de 180 m³/s y un caudal de equipamiento de bombeo de 170 m³/s. El equipo de turbación constará de dos turbinas Francis, de forma que produzcan un máximo de 107,5 MW cada una y los generadores asociados 125 MVA. La tensión nominal de los generadores será de 15,75 kV. En el sistema de conmutación, la tensión del generador se extiende a 220 kV mediante transformadores de potencia. Se utilizarán 28 millones de metros cúbicos del embalse para la central eléctrica de almacenamiento por bombeo, lo que puede generar 9 000 000 kWh.
Por último, para su construcción será necesario la creación de 5000 metros de tunelación subterránea, incluyendo el aloje de la propia central.

## Consecuencias y afectados

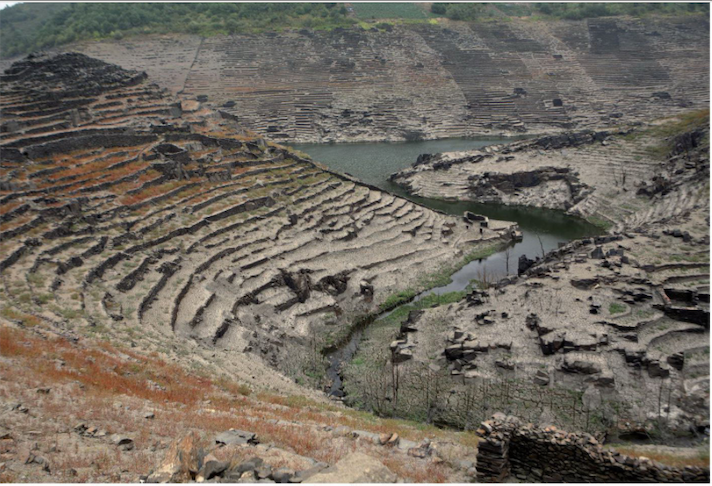
El Castro Candaz pasa a ser visible tras descender el nivel del embalse.

La construcción de un embalse de tales dimensiones supone un antes y un después para todo el entorno. En primer lugar, el aumento del nivel del agua provocó que aguas arriba los poblados de Puertomarín, San Vicente de Mourello, Porto, Pincelo, Ferreira, Leijón, Ribas de Miño, San Juan de Loyo, Santa Marta, Riobó y Barco. Como ya se comentó, solo el poblado de Portomarín medieval cambiaría su emplazamiento, condenando al resto de poblados a su desaparición al quedar anegados por el embalse. Además de estos poblados, se anegaron otras infraestructuras como a Puente Mourulle o el Castro Candar, este último considerado por algunos historiadores como el Monte Medulio. De hecho, se realizó un vaciado premeditado en el año 2010, lo que permitió ver maravillas ocultas durante más de 50 años, destacando algunas ruinas del viejo poblado de Villamarín o algunos puentes relevantes.

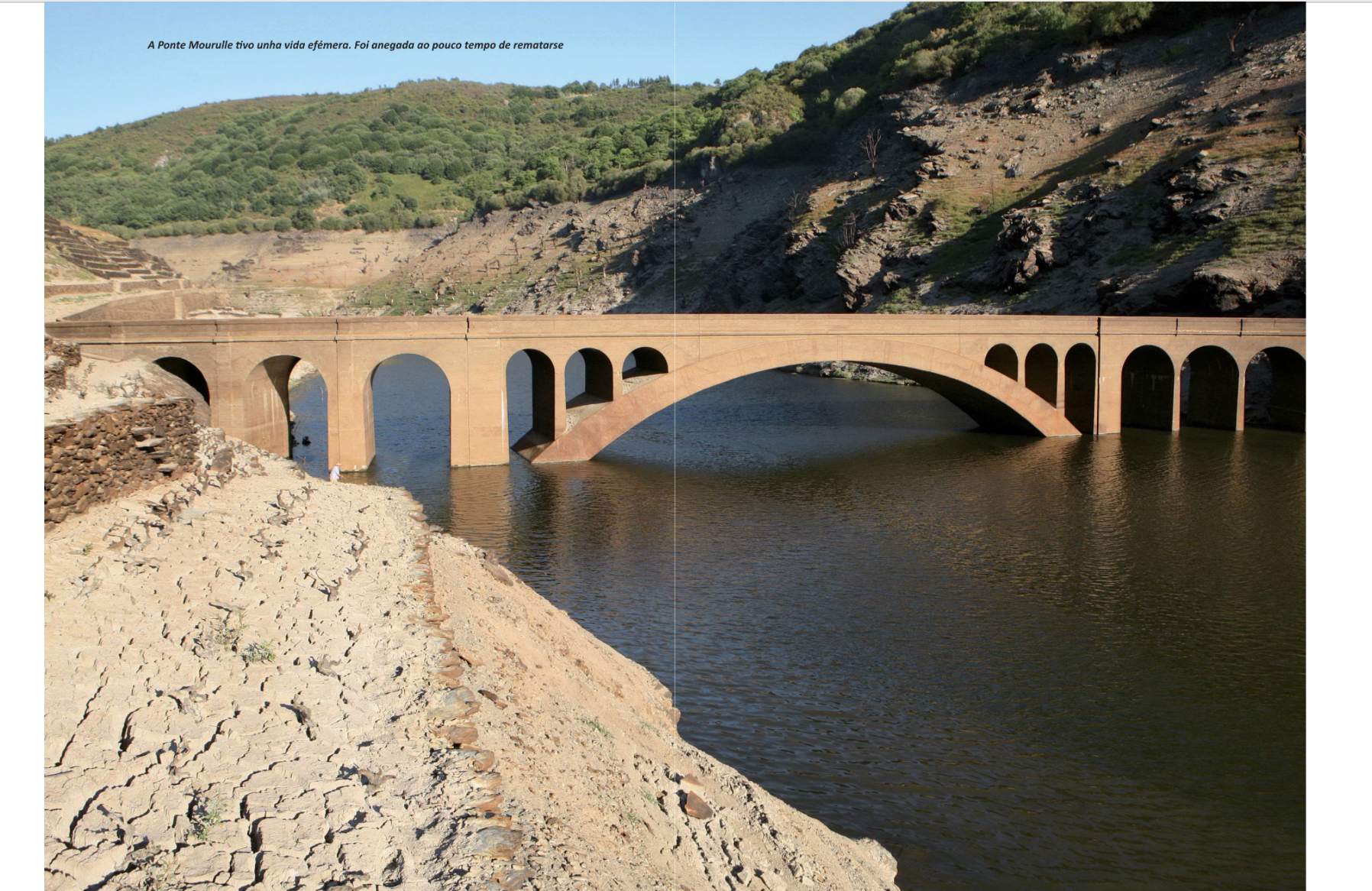
Puente antiguo de Mourulle antes de su derrumbamiento.

Además, se han constatado como numerosas especies tanto animales como vegetales han reducido su presencia o desaparecido de la zona debido al impacto que esta construcción ha supuesto. Actualmente, algunos organismos ambientales están en lucha activa por el reconocimiento de los riesgos ambientales que el embalse supone para el medio.
Existen indicios de actividad sísmica en la zona causada por la acumulación de embalses en el entorno, los cuales producen intensos movimientos de masas de agua.